# SH2B1
le SH2B1 (pour « Src homology 2 B adaptor protein 1 ») est une protéine adaptatrice dont le gène est située sur le chromosome 16 humain.

## Rôles
Le gène se retrouve aussi bien chez les insectes que chez les mammifères et intervient dans la croissance, le métabolisme et la régulation à la réponse à l'insuline. La protéine peut se fixer à plusieurs tyrosine kinases, dont JAK2 et le récepteur à l'insuline et augmente la sensibilité à la leptine. Elle se fixe également à la filamine A, intervenant dans la mobilité cellulaire et la réorganisation du cytosquelette.
Chez la souris, la déficience en cette protéine provoque l’obésité et une résistance à l'insuline.

## En médecine
L'augmentation de son taux serait un facteur de mauvais pronostic des cancers pulmonaires non à petites cellules.
La protéine interviendrait dans la survenue d'une hypertrophie ventriculaire et est associée à la survenue d'un infarctus du myocarde chez un patient diabétique. 
La présence d'une mutation du gène entraînant une diminution de l'activité de la protéine entraîne une hyperphagie, une obésité précoce avec une résistance à l'insuline ainsi que des troubles du comportement.